# Wailuku
Wailuku település az Amerikai Egyesült Államok Hawaii államában, Maui megyében, melynek megyeszékhelye is. Lakosainak száma 17 697 fő (2020. április 1.).

## Népesség
A település népességének változása:

| 2010 | 15 313 |
| 2020 | 17 697 |